# Сторожно
Сторожно — деревня в Свирицком сельском поселении Волховского района Ленинградской области.

## История
На карте Санкт-Петербургской губернии 1792 года А. М. Вильбрехта на месте современной деревни Сторожно обозначен Упразднённый Стороженский Николаеский Монастырь.
На карте Санкт-Петербургской губернии Ф. Ф. Шуберта 1834 года на месте современной деревни Сторожно обозначена деревня Подмонастырская.

СТОРОЖНЕ — деревня принадлежит Казённому ведомству, число жителей по ревизии: 61 м. п., 79 ж. п.

В оной: Церковь каменная во имя Святителя Николая Чудотворца (1838 год)

Деревня Подмонастырская из 26 дворов отмечена на карте Ф. Ф. Шуберта 1844 года.

СТОРОЖНЯ — деревня Ведомства государственного имущества, по просёлочной дороге, число дворов — 25, число душ — 68 м. п. (1856 год)

СТОРОЖНЕ — село казённое при Ладожском озере, число дворов — 29, число жителей: 77 м. п., 95 ж. п.

Церковь православная. Упразднённый монастырь (1862 год)

Согласно карте из «Исторического атласа Санкт-Петербургской Губернии» 1863 года на месте современной деревни находилась Слобода Подмонастырская.
Сборник Центрального статистического комитета описывал её так:

СТАРОЖНЯ — деревня бывшая государственная при озере Ладожском, дворов — 30, жителей — 166;
 
Церковь православная заштатная, лавка. (1885 год)

Согласно епархиальным сведениям 1899 года в селе Сторожно находилась приходская церковь Богоявления Господня при упразднённом Николаевском Стороженском монастыре. С 1833 года она была приписана к Спасо-Преображенской церкви в селе Загубье. К её приходу относились деревни Княщина, Местовка и Неважа.
В конце XIX — начале XX века деревня административно относилась к Шахновской волости 3-го стана Новоладожского уезда Санкт-Петербургской губернии.
По данным «Памятной книжки Санкт-Петербургской губернии» за 1905 год деревня называлась Сторожно и была единственным населённым пунктом Стороженского сельского общества.
Согласно карте Петербургской губернии издания 1922 года деревня называлась Подмонастырская.
С 1917 по 1923 год село Сторожно входило в состав Стороженского сельсовета Шахновской волости Новоладожского уезда.
С 1923 года в составе Пашской волости Волховского уезда.
С 1927 года в составе Пашского района.
С 1928 года в составе Загубского сельсовета.
По данным 1933 года это было село под названием Сторожено, которое входило в состав Загубского сельсовета Пашского района.

Деревня Сторожно на карте 1940 года

С 1955 года в составе Новоладожского района.
В 1958 году население деревни составляло 193 человека.
С 1963 года в составе Волховского района.
По данным 1966 и 1973 годов деревня Сторожно также входила в состав Загубского сельсовета Волховского района.
По данным 1990 года деревня деревня Сторожно входила в состав Свирицкого поссовета.
В 1997 году в деревне Сторожно Свирицкой волости проживали 58 человек, в 2002 году — 47 человек (все русские).
В 2007 году в деревне Сторожно Свирицкого СП — 27.

## География
Деревня расположена в северо-восточной части района на берегу Ладожского озера на мысе Стороженском, отделяющем Свирскую губу от Волховской.
Деревня находится в конце автодороги Загубье — Сторожно. Расстояние до административного центра поселения — 25 км.
Расстояние до ближайшей железнодорожной станции Паша — 37 км.

## Демография
| 1862 | 2007 | 2010 | 2017 |
| ---- | ---- | ---- | ---- |
| 172  | ↘27  | ↗41  | ↘30  |

### Национальный состав
Согласно данным Всероссийской переписи населения 2021 года в деревне проживали 53 человека, из них:
 русские — 51, осетины — 1, украинцы — 1 человек.

## Достопримечательности
- Николо-Стороженский монастырь, по преданию, основанный раскаявшимся разбойником. Храм во имя Святого Николая Чудотворца бывшего монастыря — единственный сохранившийся на берегу Ладоги памятник древнего зодчества. Здание XVI века было перестроено в 1939 году, ныне вновь действует.
- В деревне расположен действующий Стороженский маяк 1911 года постройки.